# Fodboldenke
En fodboldenke er en betegnelse, som anvendes i fodbold-kredse for koner og kærester til fodboldspillere og ledere i fodboldklubber. Fodboldenker er oftest, men ikke altid, kvinder, der som regel har meget lidt interesse i selve sporten. Ordet blev introduceret i det danske sprog i 1958. Det er efterfølgende også kommet til at omfatte personer, som har et forhold til en fan af fodbold, amerikansk fodbold o.a., hvor interessen for sporten fylder en masse. Der dedikeres en masse fritid på landskampe i fjernsynet og fodboldkampe med vennerne i tide og utide, hvor konen/kæresten i mellemtiden tilsidesættes eller overses til en vis grad.